# 152 mm морско оръдие Тип 41
15,2 cm/152 mm оръдие Тип 41 e корабно оръдие с калибър 152 mm от времето на Първата и Втората световни войни. Оръдието води огън с 45,5 килограмови снаряди на дистанция до 18 хил. метра в казематният му вариант и на 21 хил. метра в сдвоената куполна установка.

## История на създаването
Тип 41 (наречен съгласно една от приетите в Япония от онази епоха системи за летоброене, 41 година от ерата Мейджи или 1908 година след Христа), по същество, е японска версия на британското оръдие Vickers „Mark M“, поставени като батареи на противоминния калибър на построения във Великобритания линеен крайцер „Конго“. Оригиналните оръдия британско производство получават в Японския Императорски флот обозначението „Mark II“, в същото време произвежданите от 1912 г. в Япония оръдия се обозначават като „Mark III“.
В края на двайсетте, началото на трийсетте години, по време на модернизацията на линейните крайцери от типа „Конго“ до ниво на бързоходни линкори, тези оръдия са заменени със 127 mm/40 Тип 89, а освободените стволове са изпратени за съхранение. По-късно част от тях е използвана за въоръжаване на крайцерите от типа „Агано“ а част е поставена на бреговите установки на остров Гуам.
В сдвоените установки на крайцерите „Агано“ ъгъла на възвишение на оръдията е доведен до 55 градуса, с цел използването им като оръдия за ПВО. Но тъй като системата им на зареждане остава непроменена, с ръчно подаване, скорострелността им не надвишава 6 изстрела в минута, което прави съмнително използването им като такива.

## Установки на кораби
Линейни крайцери тип „Конго“ – 14 оръдия модел Mark II; 42 оръдия модел Mark III.
Линейни кораби тип „Фусо“ – 28 оръдия модел Mark III.
Леки крайцери тип „Агано“ – 24 оръдия модел Mark III в новите куполобразни установки.

## Аналози
Британско морско оръдие модел BL 6-дюйма Mk XI